# Roströd kindlöpare
Roströd kindlöpare (Leistus ferrugineus) är en skalbaggsart som först beskrevs av Carl von Linné 1758.  Roströd kindlöpare ingår i släktet Leistus, och familjen jordlöpare. Arten är reproducerande i Sverige.

## Bildgalleri

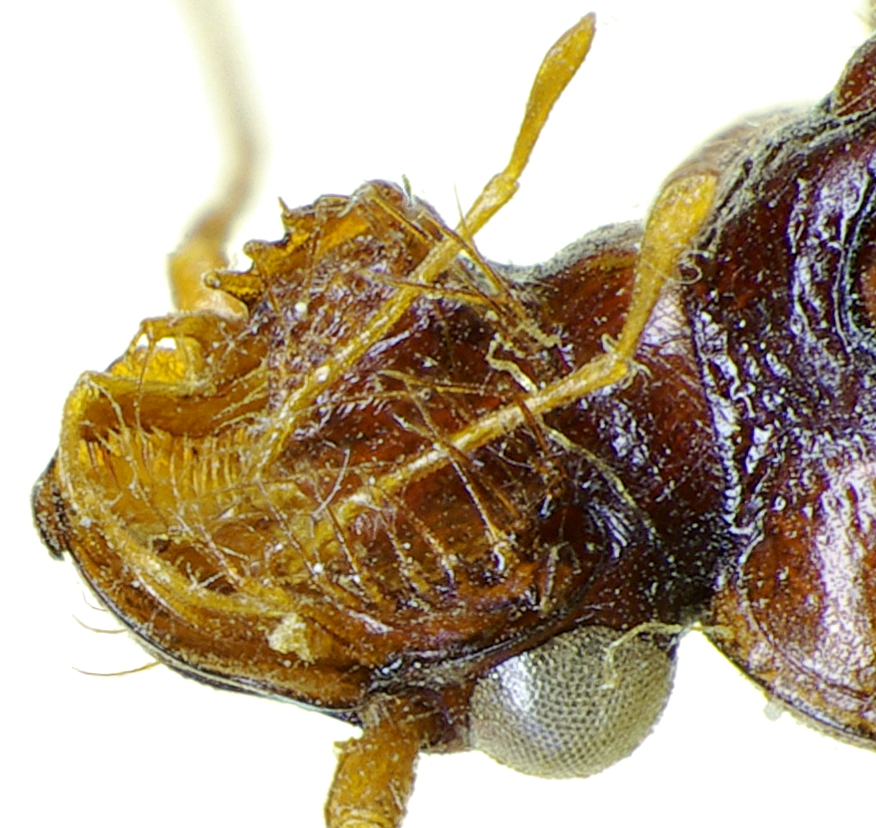
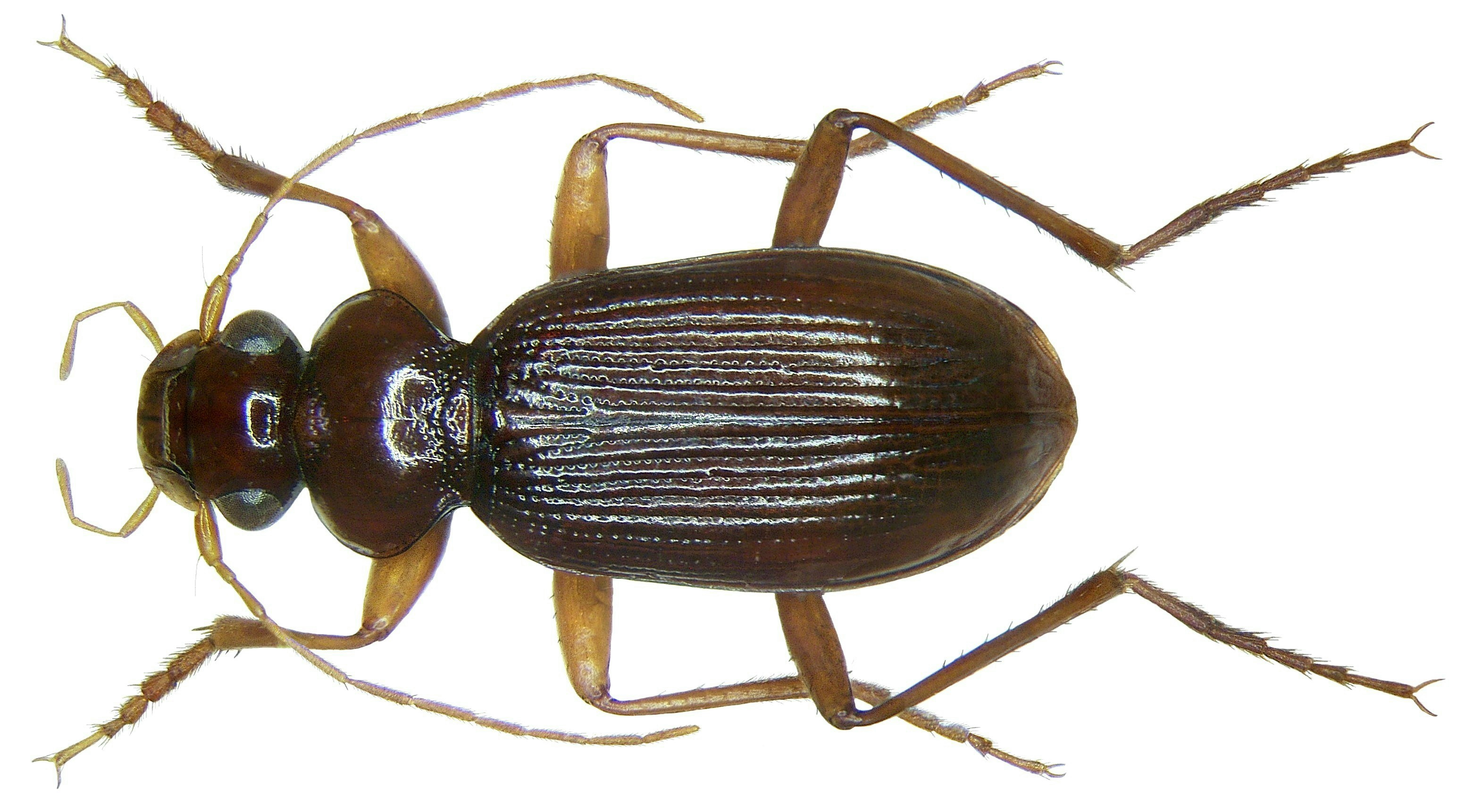
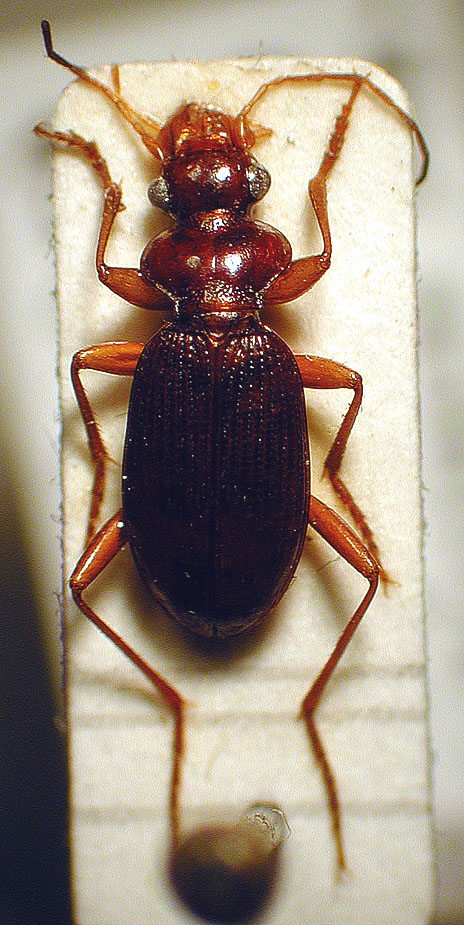
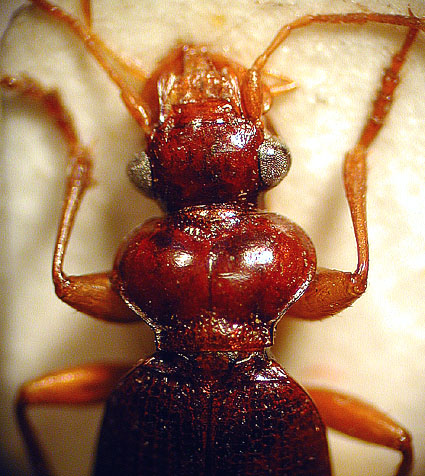